# Две жизни (фильм, 2012)
«Две жизни» (нем. Zwei Leben, норв. To liv) — немецко-норвежский фильм 2012 года, историческая драма, триллер. Режиссёр фильма — Георг Маас. Сценарий фильма является адаптацией романа немецкой писательницы Ханнелоре Хиппе Die Eiszeiten («Ледниковый период»).
Фильм снимался в Норвегии (Берген) и Германии (Кёльн, Гамбург, Любек и Лейпциг).
Картина была выдвинута от Германии в номинации на премию «Оскар» за лучший фильм на иностранном языке, церемония вручения которой состоялась 2 марта 2014 года, и вошла в шорт-лист из девяти картин.

## Сюжет
Основная линия сюжета связана с историческими фактами, уходящими своими корнями в нацистское прошлое Германии. Во время оккупации Норвегии нацистской Германией в 1940—1945 годах многие дети, рождённые в результате связи немецких солдат и норвежских женщин, вывозились в Германию и воспитывались в «домах ребёнка» под эгидой нацистской организации Лебенсборн. По сюжету, именно таким образом была вывезена в Германию Катрина, дочь Осе Эвенсен.
Действие фильма начинается в 1990 году, вскоре после падения Берлинской стены, в год объединения Германии. К этому времени Катрина, которой удалось вырваться из ГДР, уже 20 лет живёт в Норвегии. Кроме матери Осе, у неё есть любящий муж Бьярте, дочь Анна и маленькая внучка. Счастливая и размеренная жизнь семьи нарушается с появлением молодого адвоката Свена Зольбаха, который пытается выхлопотать компенсацию для норвежских детей, вывезенных во время Второй мировой войны в Германию. История Катрины кажется Зольбаху убедительным примером для будущего процесса, и он уговаривает её выступить там в качестве свидетеля.
Хотя сначала Катрина отказывалась участвовать в судебном процессе, в конце концов ей пришлось уступить напору настойчивого адвоката. Однако в процессе собирания информации в истории Катрины появляются неожиданные детали, в результате чего открываются всё новые и новые тайны. Ситуация осложняется тем, что в действие оказываются вовлечены бывшие сотрудники Штази, что привносит в фильм элементы шпионского триллера. Линия повествования многократно переключается между прошлым и настоящим, которое уже невозможно сохранить в том же спокойном и размеренном виде, каким оно было в начале фильма.

## В ролях
| Актёр          | Роль                                 |
| -------------- | ------------------------------------ |
| Юлиана Кёлер   | Катрина Эвенсен-Мюрдаль              |
| Свен Нордин    | Бьярте Мюрдаль — муж Катрины         |
| Лив Ульман     | Осе Эвенсен — мать Катрины           |
| Юлия Бахе-Вииг | Анна Мюрдаль — дочь Катрины и Бьярте |
| Кен Дукен      | Свен Зольбах — адвокат               |
| Клара Манцель  | Катрина в молодости                  |
| Вики Крипс     | Катрин Ленхабер                      |
| Райнер Бок     | Хуго — агент Штази                   |
| Томас Лавинки  | Кальман — связник в Норвегии         |
| Деннис Стурхёй | Хугсет — адвокат                     |
| Урсула Вернер  | Хильтруд Шломер                      |

Информация об актёрах и ролях дана согласно брошюре.

## Премьера и прокат
Премьера фильма состоялась 19 октября 2012 года в Норвегии. Премьерный показ в Германии прошёл 11 сентября 2013 года. Прокат фильма в Германии начался 19 сентября 2013 года.
В России фильм был показан на открытии Фестиваля немецкого кино в Санкт-Петербурге 5 декабря 2013 года.

## Награды
- Главный приз «Золотой бобёр» Биберахского кинофестиваля[нем.], Биберах-на-Рисе, Германия, ноябрь 2012[14]
- Приз NDR молодому режиссёру (нем. NDR Filmpreis für den Nachwuchs) Эмденского кинофестиваля[нем.], Эмден, Германия, июнь 2013[15]